# Dansk Automobil Byggeri
Dansk Automobil Byggeri A/S (DAB) — колишній данський виробник автобусів та вантажівок, що базувався в Сількеборзі. Існував з 1912 по 2002 рік.
DAB була заснована в 1912 році в Сількеборзі німцем Дж. В. Дарром. Вони почали з побудови вантажівок, але потім продовжили монтувати кузови автобусів на шасі вантажівок, таких як. Audi, Krupp та Büssing-NAG. DAB стала виробником автобусів під час світових воєн.
У 1953 році DAB почала співпрацю з британським виробником Leyland Motors. Після початку співпраці DAB почала використовувати компоненти Leyland для багатьох своїх автобусів, побудованих на шасі Leyland. Однак вони все одно будували автобуси на різних інших шасі за потребою. У 1970-х Leyland придбав мажоритарний пакет акцій DAB, після чого назву було змінено на Leyland-DAB. DAB також побудував автобуси на шасі Leyland, деякі для імпорту до Великої Британії, наприклад Лев і Гай Араб.
З 1964 року DAB створила стандартизовані автобуси, головним чином для Копенгагена. Ці автобуси були доступні в 7 різних моделях і продавались різним приватним компаніям в Данії до 1990-х років, коли модель VII з’явилася на ринку. Автобуси DAB мали алюмінієвий корпус і були вбудовані в модулі. У 1980-х роках DAB також почав будувати шарнірні автобуси, в результаті чого отримав шарнірний автобус Leyland-DAB. Вони обидва використовувались у Данії і були першими шарнірними автобусами у Великій Британії, але з обмеженими, неодноразовими замовленнями.
Коли Leyland збанкрутував, підрозділ Leyland-DAB був включений у продаж Leyland Bus компанії Volvo. У 1990 році DAB вступив у співпрацю United Bus разом з DAF Bus, VDL Bova, Den Oudsten та Optare. United Bus володів 70% акцій DAB. Однак це не спрацювало, і DAB знову став цілком данською компанією.
Коли в 1990-х DAB перейшла на будівництво низькопідлогових автобусів, вони розробили нову концепцію — Travolator, яка згодом була продана як сервісний автобус. Це був короткий автобус з низькою підлогою та дверима, розташованими за передніми колесами, як і пізніший Optare Solo. Незвично, що задні колеса були єдиними кермами. Ця модель стала популярною, і DAB отримала кілька замовлень з-за кордону.
У 1995 році Scania викупила завод, але компанія продовжила свою діяльність. У 1997 році назву було змінено на Scania A/B, Silkeborg. Виробництво власних моделей DAB на заводі було зупинено в 1999 році, коли вони мали побудувати дві моделі Scania — OmniLink та OmniCity. Вони також були побудовані на заводі Scania у місті Катрінегольм, Швеція. Через низькі показники продажів у 2002 році Scania продала завод норвезькій автобусобудівній компанії Vest-bus.